# Jasło
Jasło est une ville de la voïvodie des Basses-Carpates, dans le sud-est de la Pologne. Elle est le chef-lieu du powiat de Jasło. Sa population s'élevait à 36 641 habitants en 2012.

## Géographie
Jasło se trouve dans les Bassins Jasielsko - Sanockie (la partie des Basses Beskides), sur un territoire dont l’altitude oscille entre 225 et 380 m. Jasło se situe dans la vallée de trois rivières : Wisłoka, Jasiołka et Ropa.  

## Étymologie
Le nom de la ville est  apparu, pour la première fois, dans les documents de 1252. À cette époque, il y eut un village Jasiel qui existait sur les terrains actuels de Jasło. En revanche, dans le document provenant du XIVe siècle, Jasło fut appelé en allemand : Jessel, Ieschil. Le nom vint probablement de celui de la rivière Jasiołka, qui traverse la ville, dont le nom signifie clair (brillant). Dans l’ancienne langue polonaise, le mot jesło ou jasło signifiait manger ou mangoire. Toutefois, ce mot n’est plus utilisé dans la langue polonaise.

## Histoire

### Avant l'empire d'Autriche
Le nom de la ville, Jasło, est mentionné pour la première fois dans le document glorifiant Miracula sancti Stanislai. Ce document mentionne les noms d'habitants de Jasło, dont celui de Gotszalek, archiprêtre de Jasło. Le développement des monastères en Pologne favorisa l'essor du village de Jasiel dans la Pologne médiévale. À cette époque, Boleslas V le Pudique, roi de Pologne, accorda des privilèges économiques et juridiques à Jasło, qui fut inscrit au document contenant le privilège pour l’ordre cisterien à  Koprzywnica. Au XIIIe siècle, le village de Jasiel fut un centre économique important, car il y avait de nombreux marchés. Au XIVe siècle, le roi Casimir III de Pologne accorda au village l'autonomie urbaine — droit de Magdebourg. Les XIVe et XVIe siècles furent une période de développement de la ville. Au début du XVe siècle, Zyndram de Maszkowice, connu par la bataille de Grunwald, fut le maître de Jasło. Les privilèges accordés par les rois de Pologne contribuèrent au développement du commerce et de l’artisanat à Jasło. Le nombre d’habitants augmenta à cette époque-là et leur niveau de vie s'améliora. 
Le règne de Jean Ier Albert Jagellon (1492-1501) est lié à l’image du blason de Jasło. Il représente l’écu rouge avec les lettres « JAR » (Joannes Albertus Rex), au-dessus desquelles se trouve la couronne de roi en forme gothique, composée de trois éléments.

### Dans la Galicie
Depuis le premier partage de la Pologne en 1772 jusqu'en 1918, la ville (nommée Iaslo ou Jaslo) fait partie de la monarchie autrichienne (empire d'Autriche), puis Autriche-Hongrie (Cisleithanie après le compromis de 1867), chef-lieu du district de même nom, l'un des 78 Bezirkshauptmannschaften en province (Kronland) de Galicie. 
Par conséquent, l’administration de la ville fut réorganisée. 

### Après 1914
Pendant la Première Guerre mondiale, Jasło ne fut pas touchée par les opérations militaires sauf quelques exceptions. 
En revanche, la Seconde Guerre mondiale eut un grand impact sur la ville, parce que les nazis forcèrent les habitants à quitter leurs maisons et détruisirent et dépouillèrent la ville. Détruite à 97%, Jasło fut libérée de l'occupant le 16 janvier 1945.

## Vie économique
En 1826, la ville fut détruite par un incendie, mais elle fut reconstruite. Dans la période 1826-1914, on y a construit nombre de bâtiments publics et privés, l’hôtel de ville, l'édifice du tribunal et des écoles. En 1868, le Gymnasium de Jasło a été fondé pour instruire les adolescents de la région. Cette école secondaire (lycée) existe encore et redonne de la splendeur à la ville.
En 1859, Ignacy Łukasiewicz (inventeur de la lampe à pétrole, qui habitait alors à Jasło) y construit la première distillerie de pétrole au monde. Puis, à la suite du développement de l'exploitation pétrolière en Galicie, dans la région de Jasło et Krosno, on a construit une raffinerie de pétrole, l'une des plus anciennes en Pologne et dans le monde. En 1937, l’industrie chimique a débuté avec la construction de la fabrique Gamrat.
Après la guerre, on a eu une grande difficulté de reconstruire la ville ravagée. Bien que seulement 365 habitants aient commencé la vie à Jasło, ils ont réussi à reconstruire toute l’infrastructure de la ville.
Toutefois, la disparition du communisme en Pologne a provoqué le chômage. Vu le manque de perspectives, les jeunes quittent leur ville natale en grand nombre, pour chercher de meilleures conditions de vie à l’étranger ou dans d’autres villes polonaises.

## Jumelages
- Makó (Hongrie) depuis 1998
- Bardejov (Slovaquie) depuis 1999
- Camposampiero (Italie) depuis 2002
- Trouskavets (Ukraine) depuis 2005
- Trebišov (Slovaquie) depuis 2006
- Hodonín (Tchéquie) depuis 2006
- 10e arrondissement de Prague (Tchéquie) depuis 2008.

## Personnalités
- Seweryn Bieszczad (1852-1923), peintre né à Jasło.
- Michał Szpak (1990- ), chanteur-compositeur né à Jasło.
- Kamil Piątkowski (2000- ), footballeur né à Jasło.
- Michał Rakoczy (2002- ), footballeur né à Jasło.
- Roksana Węgiel (2005- ), chanteuse née à Jasło.

## Sources
1. Garbacik, J., Studia z dziejów Jasła i powiatu jasielskiego, Kraków, 1964.
2. Hap Wiesław, Ziemia jasielska naszą małą ojczyzną, Jasło, 1998.
3. Malec, M., Słownik nazw geograficznych Polski, 2003, WN PWN.
4. Pacwa, K., Jasło, Bydgoszcz, 1998.
5. Rymut, K., Nazwy Miast Polski. Wrocław: Zakład Narodowy im. Ossolińskich, 1987.
6. Rocznik Jasielski 1969.
7. Rocznik Jasielski 1970-1971.
8. Rocznik Jasielski, tom IV, Jasło 1999.
9. Wieliczko, M., Jasielskie w latach II wojny światowej, Warszawa, 1974.
10. Powierzchnia i ludność w przekroju terytorialnym w 2009 r., Warszawa, Główny Urząd Statystyczny, 2009-08-20.